# Paraphoides vafra
Paraphoides vafra är en fjärilsart som beskrevs av Frederick H. Rindge 1964. Paraphoides vafra ingår i släktet Paraphoides och familjen mätare. Inga underarter finns listade i Catalogue of Life.